# Amedee Reyburn
Amedee Valle Reyburn, Jr. (25. marts 1879 i St. Louis - 10. februar 1920) var en amerikansk svømmer og vandpolospiller som deltog i OL 1904 i St. Louis.
Reyburn vandt en bronzemedalje i svømning under OL 1904 i St. Louis. Han kom på en tredjeplads i holdkonkurrencen i 4x50 yard fri.
Han vandt også en bronzemedalje i vandpolo under samme OL. Han var med på det amerikanske vandpolohold ''Missouri Athletic Club som kom på en tredjeplads i konkurrencen.